# Senovážná
Senovážná je název ulice v Praze 1 spojující Senovážné náměstí a Hybernskou. Je orientována severo-jižním směrem. Měří asi 137 m. Pro automobily je jednosměrně průjezdná ve směru Hybernská. Jmenuje se dle sena, které se prodávalo na Senovážném náměstí. Vznikla ve 14. století při založení Nového Města pražského.

## Průběh
Ulice začíná na Senovážném náměstí a pokračuje na severozápad. Hned na rohu vlevo je nárožní dům bývalé Plodinové burzy, dnes součást České národní banky (ČNB). O kus dál vpravo Boho Hotel Prague. Vlevo po celé délce ulice objekt ČNB. Ulice končí na začátku Hybernské (konci Na příkopě), poblíž náměstí Republiky. Naproti vyústění v tomto směru se nachází dům U Hybernů.

## Galerie

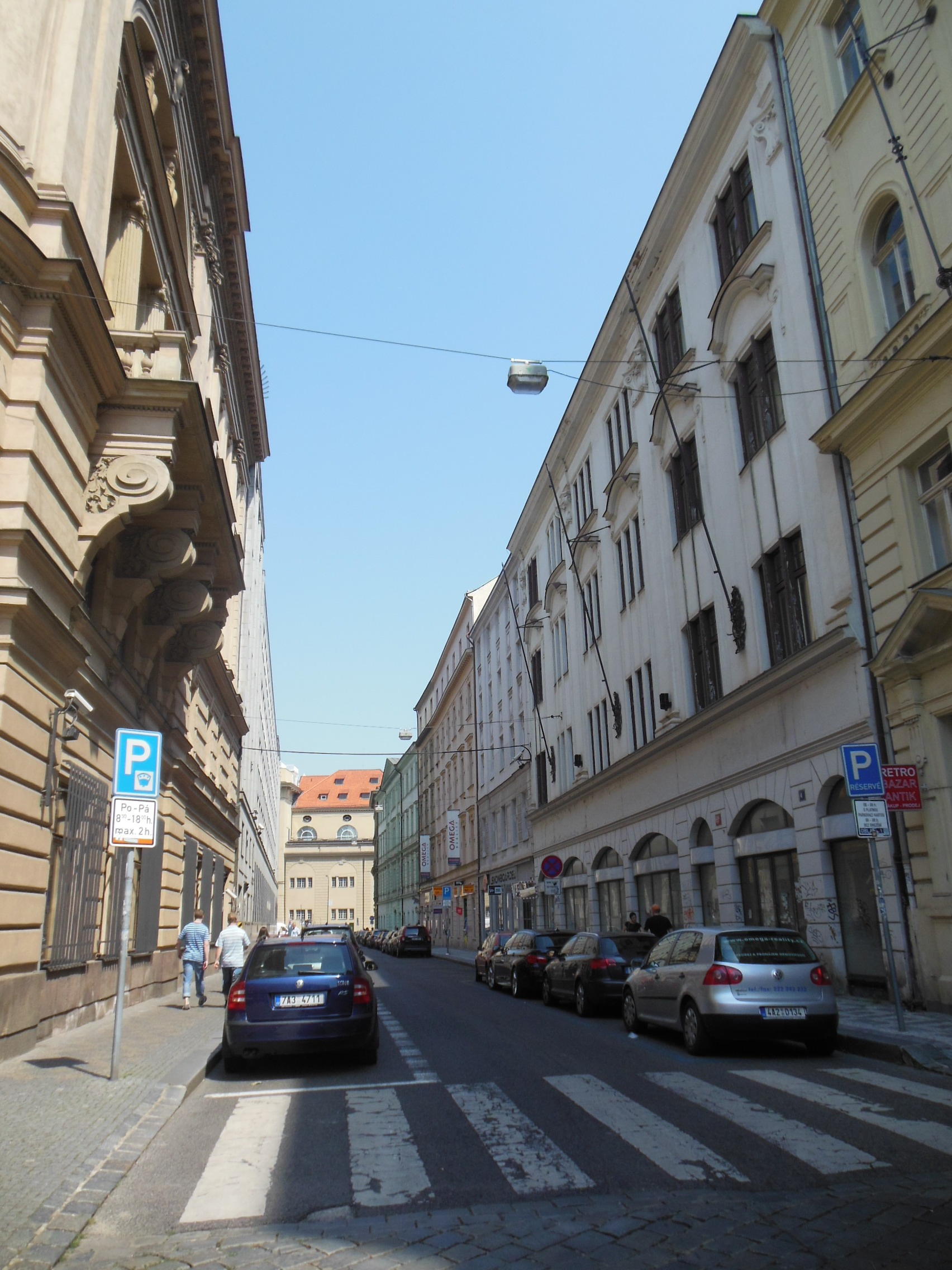
V pohledu ze Senovážného náměstí
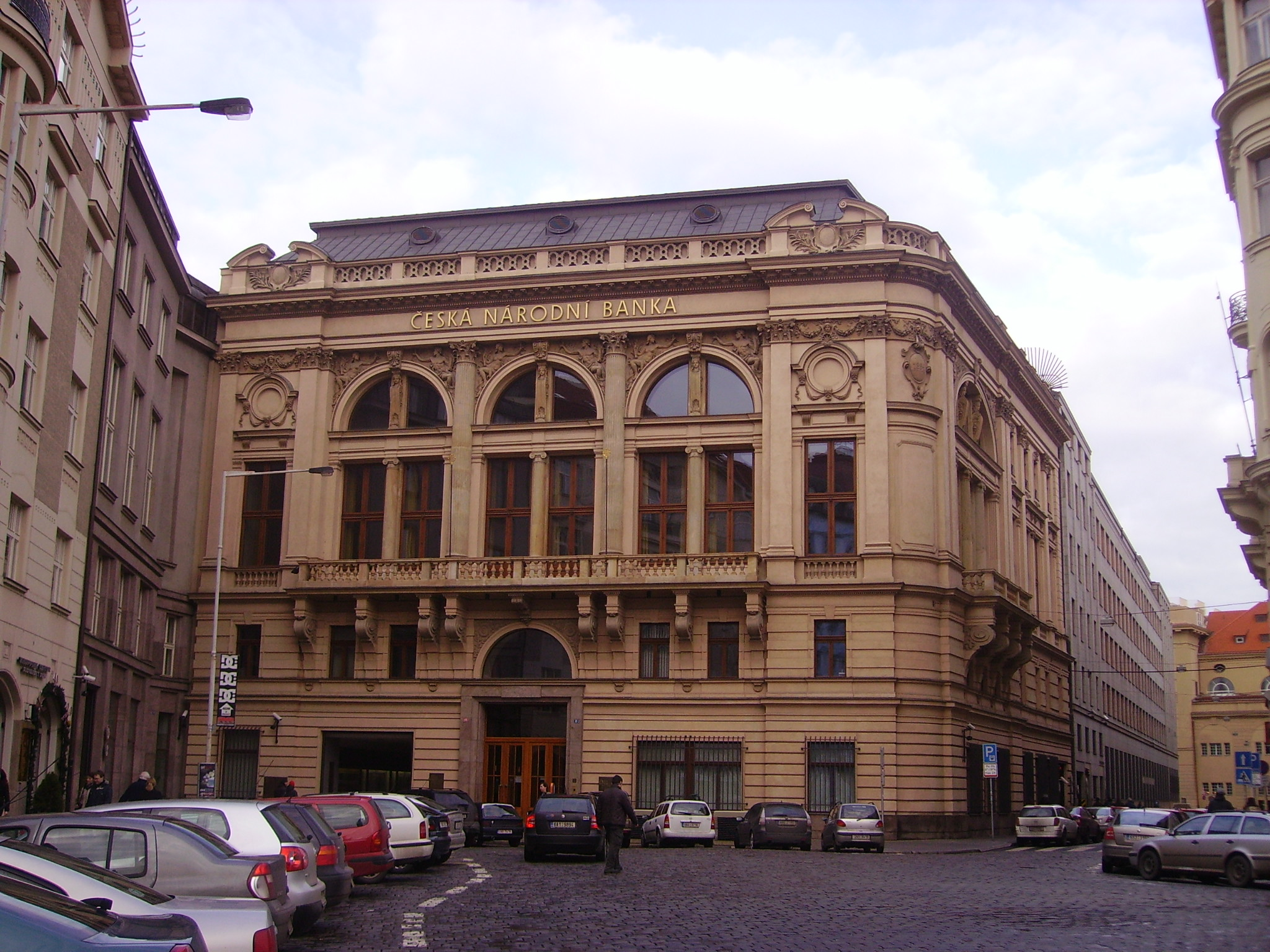
Budova bývalé Plodinové burzy, dnes celé (včetně objektu za tím) Česká národní banka
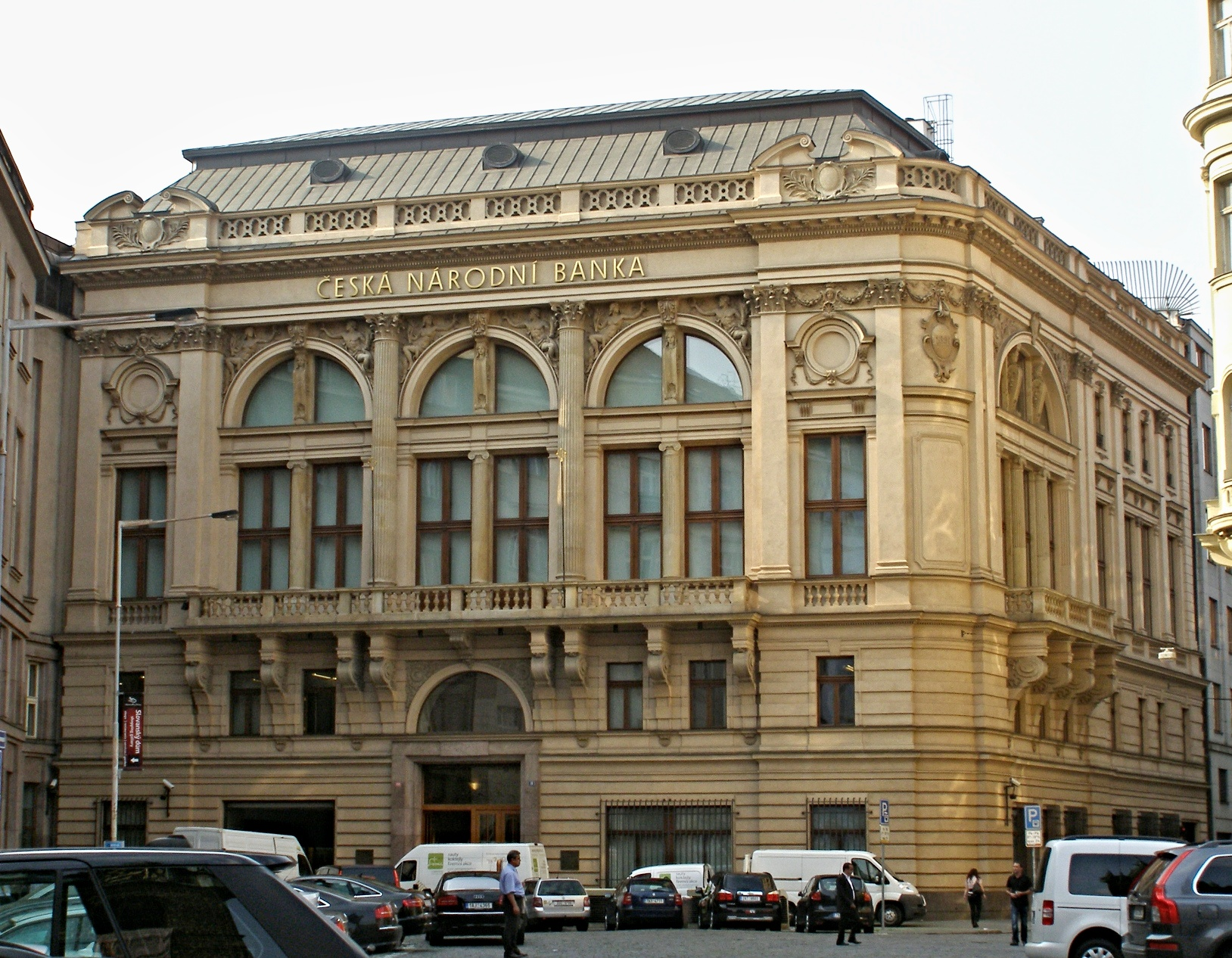
Budova bývalé Plodinové burzy, dnes celé (včetně objektu za tím) Česká národní banka